# ساري أندرسون
ساري أندرسون (بالإنجليزية: Sari Anderson)‏ هي دراجة أمريكية، ولدت في 30 ديسمبر 1978.